# Emoticon
Emoticon é uma forma de comunicação paralinguística. Palavra derivada da junção dos termos em inglês emotion (emoção) + icon (ícone) (em alguns casos chamado smiley) é uma sequência de caracteres tipográficos, tais como: :), :( ,  ^-^, :3,e.e','-' e :-); ou, também, uma imagem (usualmente, pequena), que traduz ou quer transmitir o estado psicológico, emotivo, de quem os emprega, por meio de ícones ilustrativos de uma expressão facial. Exemplos:  (isto é, sorrindo, estou alegre);  (estou triste, chorando), etc. Normalmente é usado nas comunicações escritas de programas mensageiros, como o MSN Messenger ou pelo Skype, WhatsApp e outros meios de mensagens rápidas.

## História
O primeiro registro do uso de caracteres de texto para representar, lateralmente, uma expressão facial, ocorreu no jornal New York Herald Tribune, em 10 de março de 1953, página 20, colunas 4-6. Tratou-se de uma propaganda do filme Lili (1953), estrelado por Leslie Caron. Esta foi a sequência:
| Original em Inglês                                                         | Tradução                                                                          |
| -------------------------------------------------------------------------- | --------------------------------------------------------------------------------- |
| Today You'll laugh :) You'll cry :( yes You'll love S2 (heart-shaped face) | Hoje Você vai rir :) Você vai chorar :( sim Você vai amar S2 (formato de coração) |

Utilizada nos meios eletrônicos, como emails e redes sociais, os emoticons foram utilizados pela primeira vez às 11h e 44m de 19 de setembro de 1982 pelo professor Scott Fahlman (Pittsburgh, EUA) em um fórum virtual da Universidade Carnegie Mellon.

## Emoticonsgráficos
Em 1997, o CEO da The Smiley Company, Nicolas Loufrani apercebeu-se da crescente utilização de emoticons de texto ASCII na tecnologia móvel e começou a fazer experiências com rostos Smiley animados com o objetivo de criar ícones coloridos que correspondessem aos emoticons ASCII já existentes, feitos com simples sinais de pontuação, aperfeiçoando-os para uma utilização mais interativa nas plataformas digitais. A partir destes, Loufrani compilou um Dicionário Emoticon online que foi ordenado por categorias: clássicos, expressões de estados de espírito, bandeiras, festividades, diversão, desportos, meteorologia, animais, comida, países, profissões, planetas, zodíaco e bebés. Esses ícones foram registados pela primeira vez em 1997 no The United States Copyright Office e foram publicados posteriormente como ficheiros .gif na Internet em 1998, tornado-se nos primeiros emoticons gráficos de sempre a serem utilizados nas plataformas tecnológicas.
Em 2000, o Diretório de Emoticons criado por Loufrani foi disponibilizado na internet para os utilizadores poderem transferi-los para os telemóveis através do site "smileydictionary.com" que incluía mais de 1000 emoticons gráficos do smiley e as respetivas versões ASCII. Esse mesmo diretório foi depois publicado, em 2002, num livro da editora Marabout intitulado "Dico Smileys".
Em 2001, a The Smiley Company começou a licenciar os direitos dos emoticons gráficos de Loufrani para utilização em transferências para telemóvel por várias empresas de telecomunicações, incluindo a Nokia, a Motorola, a Samsung, a SFR (Vodafone) e a Sky Telemedia.[carece de fontes?]

## Exemplos deemoticons
| Emoticon textual            | Significado                                           | Fórmula wiki        | Resultado     |
| :) / =] / =)                | felicidade, sorriso                                   | {{=)}}              | Alegre        |
| :( / =( / :/                | tristeza, decepção                                    | {{=(}}              | Tristeza      |
| :D / =D / xD                | sorriso                                               | {{xD}}              | Haha          |
| 8)                          | óculos ou óculos escuros                              | {{8)}}              |               |
| ;)                          | piscadela                                             | {{;)}}              |               |
| :* / =*                     | beijo                                                 | {{beijo}}           | beijo         |
| :x / =X                     | boca fechada (segredo) ou insatisfeito                | {{calado}}          | Estou calado! |
| :o / =O                     | cara de surpreso                                      | {{=O}}              |               |
| :~( / T.T / Y.Y / ='( / :'( | lágrimas                                              | {{;(}}              | Lágrima       |
| sz / S2 / <3                | coração                                               | {{amor}}            | Amour         |
| :B / =B / =3 / :3           | mostrando os dentes, geralmente para expressar ironia | {{Mostrandodentes}} |               |